# Francisco Ramírez Medina
Francisco Ramírez Medina (né en 1828 à Porto Rico, date de décès inconnue), était un militant indépendantiste portoricain, seule personne à ce jour à avoir été proclamée « Président de la République de Porto Rico ».
On sait peu de choses sur Ramírez Medina et sur sa vie ; ce qui est sûr, c’est qu’il fut un fervent partisan de la cause indépendantiste de Porto Rico et qu’il rejoignit le mouvement fondé et organisé par Ramón Emeterio Betances et Segundo Ruiz Belvis, et dirigé contre le gouvernement espagnol, qui administrait alors l’île. En étaient membres également Manuel Rojas, Mariana Bracetti et Mathias Brugman, lesquels érigeaient des cellules révolutionnaires (juntas) partout dans l’île.
Le 28 septembre 1868, lors de l’événement entré dans l’Histoire sous la dénomination de « Grito de Lares » — le cri de Porto Rico pour l’indépendance —, Manuel Rojas et ses hommes s’emparèrent de la municipalité portoricaine de Lares. Après cette victoire, Manuel Rojas et ses hommes proclamèrent Porto Rico une république libre et mirent en place un gouvernement composé comme suit :
- Francisco Ramírez Medina, Président
- Aurelio Mendez, Ministre de l’Intérieur
- Manuel Ramirez, Ministre d’État
- Celedonio Abril, Ministre du Trésor
- Federico Valencia, Ministre de la Guerre
- Clemente Millan, Ministre de la Justice
- Bernabe Poll, Secrétaire du Président
- Manuel Rojas, Commandant en chef de l’Armée de libération

Ensuite, les forces rebelles se remirent en route afin de s’emparer de la municipalité suivante, San Sebastián del Pepino. La milice espagnole cependant surprit le groupe par sa forte résistance, provoquant la confusion parmi les rebelles, qui, conduits par Manuel Rojas, battirent en retraite sur Lares. Sur ordre du gouverneur, Julián Pavía, la milice espagnole eut tôt fait d’y encercler les rebelles. Tous les survivants, parmi lesquels Francisco Ramírez Medina, furent alors emprisonnés à Arecibo. Le sort exact qui lui fut réservé demeure inconnu ; il se peut qu’il ait été exécuté pour trahison.